# Pitch Perfect (franquicia)
Pitch Perfect es una franquicia de comedia musical estadounidense creada por Kay Cannon, basada en el libro Pitch Perfect: The Quest for Collegiate a Cappella Glory de Mickey Rapkin. Jason Moore dirigió la primera película, Elizabeth Banks dirigió la segunda y Trish Sie dirigió la tercera. Paul Brooks, Max Handelman y Banks produjeron las películas. La serie de películas cuenta con un elenco conjunto, que incluye a Anna Kendrick, Rebel Wilson, Anna Camp, Brittany Snow, Skylar Astin, Adam DeVine, Ben Platt, Alexis Knapp, Hana Mae Lee, Ester Dean, Hailee Steinfeld, Chrissie Fit, John Michael Higgins y Banks; mientras que la serie de televisión está protagonizada por DeVine. La saga está distribuida por Universal Pictures.
La primera película fue un éxito durmiente. Recibió críticas positivas y tuvo éxito financiero, recobudando más de 115 millones de dólares frente a un presupuesto de 17 millones de dólares. Se hizo y lanzó una secuela en 2015, con un mayor éxito financiero, con una recualación de más de 287 millones de dólares frente a un presupuesto de 29 millones de dólares. Desde entonces, la serie ha ganado seguidores de culto, con una recaudación de 565 millones de dólares en todo el mundo, y la segunda película es la película de comedia musical más taquillera de todos los tiempos, superando el récord de la película Escuela de rock.

## Películas

### Pitch Perfect(2012)
El argumento se centra en un grupo femenino universitario de música a cappella llamado The Barden Bellas, el cual ha de competir contra otro grupo del centro educativo para acceder y ganar los nacionales. El filme está ligeramente basado en la novela homónima de Mickey Rapkin.

### Pitch Perfect 2(2015)
Tres años después de los acontecimientos de la primera película, el grupo de música a capela de las Barden Bellas está llevando a cabo una actuación en el Centro Kennedy para el cumpleaños del presidente Barack Obama. El grupo está ahora dirigido por Beca Mitchell (Anna Kendrick) y también cuenta con Fat Amy (Rebel Wilson), Chloe Beale (Brittany Snow), Cynthia-Rose Adams (Ester Dean), Stacie Conrad (Alexis Knapp), Lilly Onakurama (Hana Mae Lee), Jessica (Kelley Jakle), Ashley (Shelley Regner), y la más reciente adición, Flo (Chrissie Fit), todas en trajes de lentejuelas. Comentando el evento una vez más están los comentaristas John Smith (John Michael Higgins) y Gail Abernathy McFadden-Feinberger (Elizabeth Banks). Fat Amy sale colgada de unas cuerdas, cuando de repente se le rompe el traje y se da vuelta, enseñando al público sus partes más íntimas. El incidente se convierte en noticia a nivel nacional, y las Bellas son llamadas para ver al decano de la universidad (Gralen Bryant Banks). Debido al «Muffgate», como es llamado el percance, a las Bellas se les prohíbe volver a actuar. Su mejor apuesta de volver es competir en un torneo mundial de a capela. 
La estudiante de primer año Emily (Hailee Steinfeld) es hija de Katherine (Katey Sagal), quien fue de las primeras miembros de las Bellas. Emily espera seguir los pasos de su madre e ingresar en las Bellas. Ella va al auditorio para ver los Treblemakers, grupo a capela masculino co- dirigido por el novio de Beca, Jesse Swanson (Skylar Astin), y su mejor amigo Benji Applebaum (Ben Platt). Emily se reúne con Jesse y Benji en el exterior, donde Benji se enamora de Emily y trata de hablar con ella, pero solo hace que las cosas entre ellos sean cada vez más incómodas.
Beca comienza en secreto una pasantía en un estudio de grabación. El jefe (Keegan-Michael Key) les dice que Snoop Dogg va a grabar un álbum de Navidad con ellos, pero él está buscando algo nuevo que añadir.
Emily se presenta en la casa de las Bellas y las chicas le hacen una audición después de enterarse de que Emily es hija de una antigua Bella. Emily interpreta una canción que ella misma escribió, y la aceptan para el grupo de estudiantes a capela. 
Las Bellas van a una exhibición de autos en la que habrían actuado antes de su suspensión para que puedan revisar sus reemplazos, Das Sound Machine, también abreviado DSM. El grupo, dirigido por Pieter Krämer (Flula Borg) y Kommissar (Birgitte Hjort Sørensen), se acerca a las Bellas después de la feria para hacer comentarios condescendientes, y Beca se encuentra incapaz de replicar. En el trabajo, Beca observa cómo su jefe graba a Snoop Dogg cantando «Winter Wonderland». El jefe se siente frustrado al no encontrar nada bueno que añadir a esto, hasta que Beca interviene y al jefe le gusta lo que oye, y le pide a Beca que le muestre una maqueta de su trabajo.
Beca encuentra en el buzón una invitación de lujo para una exclusiva competición a cappella, una versión moderna del «Fraseo» de la película anterior. Las Bellas acuden y se encuentran allí a los Treblemakers, DSM, los Green Bay Packers y los Tone Hangers. Kommissar y Pieter se burlan de las Bellas de nuevo antes de que comience la competición. Las Bellas y DSM llegan a la ronda final, pero DSM gana cuando Emily canta su canción incumpliendo las normas.
El jefe de Beca está impresionado con lo que ella le trae, pero le recrimina que son en su mayoría mash-ups, o sea canciones creadas con retazos de otros temas. Bumper Allen invita a Fat Amy a una cena que ha preparado, y él le pide que sea su novia. Fat Amy le rechaza y deja a Bumper decepcionado.
Las Bellas son invitadas a actuar y hacen un completo desastre. Usan demasiada utilería y Cynthia termina con quemaduras porque es golpeada accidentalmente por sus compañeras. Chloe está furiosa, así que le plantea a las chicas ir a un retiro, para redescubrir su sonido y así poder ganar.
Una vez en el retiro, dirigido por la exlíder de las Bellas, Aubrey Posen (Anna Camp), realizan diversas actividades de trabajo en equipo, mientras cantan canciones clásicas, que jamás estarían en su repertorio. Beca comienza a recriminarle a Chloe que pierden el tiempo y no tienen posibilidades de ganar. Beca se ve forzada a contar el asunto de la pasantía y se marcha enojada. Su destino se ve impedido al ser capturada por una trampa de osos, de la que logra salir, luego de que Lilly corta las cuerdas de la trampa, liberándola.
Esa misma noche, las Bellas se reúnen en una fogata, donde comentan sus planes para el futuro. Beca le pide a Emily si quiere colaborar con ella en su nueva música, y ésta acepta emocionada. Chloe toma la decisión de graduarse, después de aplazarlo por 3 años. Cynthia Rose dice que va a mudarse a Maine para casarse legalmente, e invita a todas a su matrimonio. Flo les informa que va a ser deportada, y aunque trate de volver, les dice que «es posible que muera intentándolo», así que las anima a vivir el momento. Conmovidas, interpretan «Cups», la canción que lo inició todo. Cuando le preguntan a Fat Amy sus planes para el futuro, esta se da cuenta de que ama a Bumper, así que toma la iniciativa y lo va a buscar a la casa de los Trebles, donde se besan apasionadamente y se reconcilian.
Beca trabaja con Emily en el demo que el productor pidió, y logran una buena canción, que el jefe de Beca aprueba y les propone coproducirlas. 
Después de graduarse, las Bellas llegan a Copenhague (Dinamarca), para la competencia mundial, con grupos de todo el mundo reunidos en el lugar. Allí, las Bellas conmueven a todo el mundo con su presentación y ganan el campeonato mundial, reinstaurando así el orgullo a capella y a las Bellas. Emily queda a cargo de la casa y se desliza por las escaleras, como parte de la tradición.

### Pitch Perfect 3(2017)
Dos años después de la segunda película, las Bellas, ahora graduadas, se encuentran separadas y luchando con sus trabajos de la vida real. Sin embargo, después de una breve reunión, a Aubrey se le ocurre la idea de actuar para la gira de USO, que los reunirá para una serie de escenarios. Las Bellas van al extranjero para la USO, donde se enteran de que en realidad están compitiendo con otras bandas de gira para ser el acto de apertura de DJ Khaled.

## Serie de televisión

### Pitch Perfect: Bumper in Berlin(2022)
En septiembre de 2021, se anunció que se había pedido una serie de televisión basada en la serie de películas para Peacock para su estreno en 2022, con Adam DeVine retomando su papel de Bumper Allen. Será escrito por Megan Amram, que también se desempeñará como productora ejecutiva y showrunner y Elizabeth Banks como productora ejecutiva.En marzo de 2022, se anunció que Sarah Hyland, Jameela Jamil y Lera Abova se unirían al elenco junto a Flula Borg, que está repitiendo su papel de Piëter Krämer de la segunda película.

## Desarrollo en la primera película

### Desarrollo y producción
La película está basada en el libro de Mickey Rapkin, Pitch Perfect: The Quest for Collegiate a Cappella Glory. Rapkin, editor sénior de la revista GQ, pasó una temporada cubriendo la competición universitaria a cappella. Siguió a los Beelzebubs de la Universidad de Tufts, la División de la Universidad de Oregón (la inspiración suelta para las Bellas) y la Universidad de Virginia Hullabahoos, que tienen un cameo en la película. El libro de Rapkin cubre principalmente el canto, los groupies, las fiestas y las rivalidades. Dos miembros de la comunidad a capella, Deke Sharon, que fundó el Campeonato Internacional de Colegio A Cappella, y Ed Boyer, ambos en el libro de Rapkin, fueron traídos a bordo para organizar canciones, producir voces y actuar como directores de música en el lugar, donde digerían un «campamento de entrenamiento a capella» de un mes de duración.La película se rodó en todo el campus y dentro de los edificios de la Universidad Estatal de Luisiana en Baton Rouge, Luisiana. Elizabeth Banks es coproductora y coprotagonista de la película.

### Casting
El casting que incluía a Justin Coulter, Rich Delia, Allison Estrin y Michael Roth. Uno de los productores, Paul Brooks, declaró: «En primer lugar, estábamos buscando actores que tuvieran instintos cómicos y pensamos que tendríamos suerte con actores geniales que resultaban ser divertidos y que en realidad pueden bailar y tal vez cantar. ¡Resulta que tuvimos suerte con nuestro elenco!». Según la productora Elizabeth Banks, «La personaje de Beca requería a alguien que estuviera castigado, que tenga un punto de vista fuerte sobre el mundo, que sea divertido y empático y alguien con quien todos podamos relacionarnos y al que podamos apoyar». De Kendrick dijo: «Anna es todas esas cosas, y no había otra opción«. El compañero productor Brooks dijo: «Vi a Anna en Up in the Air y pensé que era la actuación más exquisita, elegante, equilibrada y sublime. Anna fue nuestra primera opción para el papel de Beca».
Al elegir al personaje de Jesse, Max Handelman dijo: «Estábamos buscando a un joven tipo John Cusack. Necesitábamos encontrar a alguien que fuera un poco incómodo, pero no un friki, pero no tan guay que no lo estés apoyando». Skylar Astin fue elegida para el papel. De la audición de Astin, Banks dijo que la química entre Skylar y Anna cuando leyeron juntos antes del rodaje era «clara y fueron capaces de riffarse el uno al otro».
Rebel Wilson fue reconocida por su actuación en la película de comedia Bridesmaids al audicionar para el papel de Fat Amy, que ganó al instante. Moore recordó a Wilson cantando «The Edge of Glory» de Lady Gaga mientras le golpeaba «en el pecho con los puños». Dijo: «Ni siquiera escuché el final de la canción porque me reía mucho. Hay una hermosa apertura a la forma en que Rebel se acerca a todo, y eso es lo que funciona muy bien para el personaje. Ella no tiene miedo».Adam DeVine fue elegido personalmente por Banks y Handelman para el papel de Bumper después de que lo vieran en la serie de televisión Workaholics. Banks dijo que ella y su marido son «fans de bigWorkaholics», y después de ver una noche durante el casting de la película, vieron a DeVine y «inmediatamente pensaron» que sería una buena opción para Bumper. Inicialmente se negó porque no era cantante. DeVine finalmente sorprendió a Banks y Handelman con sus habilidades vocales.Anna Camp fue elegida para el papel de Aubrey. El productor Max Handelman dijo: «Elizabeth y yo éramos grandes fans de Anna de True Blood. Aubrey está establecido como el antagonista de Beca, y Beca ya es un poco duro, por lo que era muy importante encontrar una actriz que pudiera interpretar a Aubrey como alguien que pudiera reunir a los locos, pero que también fuera comprensiva».Kelley Jakle fue traída como «titadora» debido a su experiencia pasada como dos veces campeona de la ICCA con los SoCal VoCals y también había aparecido en dos temporadas de The Sing-Off.

## Reparto y producción
| Personajes                         | Películas                | Películas               | Películas            | Serie                           |
| Personajes                         | Pitch Perfect            | Pitch Perfect 2         | Pitch Perfect 3      | Pitch Perfect: Bumper in Berlin |
| Personajes                         | 2012                     | 2015                    | 2017                 | 2022                            |
| ---------------------------------- | ------------------------ | ----------------------- | -------------------- | ------------------------------- |
| Beca Mitchell                      | Anna Kendrick            | Anna Kendrick           | Anna Kendrick        |                                 |
| Aubrey Posen                       | Anna Camp                | Anna Camp               | Anna Camp            |                                 |
| Chloe Beale                        | Brittany Snow            | Brittany Snow           | Brittany Snow        |                                 |
| Patricia «Fat Amy» Hobart          | Rebel Wilson             | Rebel Wilson            | Rebel Wilson         |                                 |
| Lilly Onakurama / Esther           | Hana Mae Lee             | Hana Mae Lee            | Hana Mae Lee         |                                 |
| Stacie Conrad                      | Alexis Knapp             | Alexis Knapp            | Alexis Knapp         |                                 |
| Cynthia-Rose Adams                 | Ester Dean               | Ester Dean              | Ester Dean           |                                 |
| Jessica Smith                      | Kelley Jakle             | Kelley Jakle            | Kelley Jakle         |                                 |
| Ashley Jones                       | Shelley Regner           | Shelley Regner          | Shelley Regner       |                                 |
| Emily Junk                         |                          | Hailee Steinfeld        | Hailee Steinfeld     |                                 |
| Florencia Fuentes                  |                          | Chrissie Fit            | Chrissie Fit         |                                 |
| Alice / Former Bella               | Kether Donohue           | Kether Donohue          |                      |                                 |
| Jesse Swanson                      | Skylar Astin             | Skylar Astin            |                      |                                 |
| Benji Applebaum                    | Ben Platt                | Ben Platt               |                      |                                 |
| Bumper Allen                       | Adam DeVine              | Adam DeVine             |                      | Adam DeVine                     |
| Donald                             | Utkarsh Ambudkar         |                         |                      |                                 |
| Luke                               | Freddie Stroma           |                         |                      |                                 |
| John Smith                         | John Michael Higgins     | John Michael Higgins    | John Michael Higgins |                                 |
| Gail Abernathy-McKadden-Feinberger | Elizabeth Banks          | Elizabeth Banks         | Elizabeth Banks      |                                 |
| Tonehanger Jason                   | Jason Jones              | Jason Jones             |                      | Jason Jones                     |
| Dr. Benjamin Mitchell              | John Benjamin Hickey     |                         |                      |                                 |
| Tommy                              | Christopher Mintz-Plasse |                         |                      |                                 |
| Katherine Junk                     |                          | Katey Sagal             |                      |                                 |
| Kommissar                          |                          | Birgitte Hjort Sørensen |                      |                                 |
| Pieter Krämer                      |                          | Flula Borg              |                      | Flula Borg                      |
| Fergus Hobart                      |                          |                         | John Lithgow         |                                 |
| Calamity                           |                          |                         | Ruby Rose            |                                 |
| Charity                            |                          |                         | Andy Allo            |                                 |
| Theo                               |                          |                         | Guy Burnet           |                                 |
| Chicago Walp                       |                          |                         | Matt Lanter          |                                 |
| Heidi Miller                       |                          |                         |                      | Sarah Hyland                    |
| Gisela                             |                          |                         |                      | Jameela Jamil                   |
| Thea Krämer aka DJ Das Boot        |                          |                         |                      | Lera Abova                      |

Nota: El color gris indica que un personaje que no apareció en esa película o en la serie de televisión.

### Producción de la franquicia
| Detalles             | Películas                                    | Películas                                    | Películas                                                       |
| Detalles             | Pitch Perfect (2012)                         | Pitch Perfect 2 (2015)                       | Pitch Perfect 3 (2017)                                          |
| -------------------- | -------------------------------------------- | -------------------------------------------- | --------------------------------------------------------------- |
| Directores           | Jason Moore                                  | Elizabeth Banks                              | Trish Sie                                                       |
| Productores          | Paul Brooks, Max Handelman y Elizabeth Banks | Paul Brooks, Max Handelman y Elizabeth Banks | Paul Brooks, Max Handelman y Elizabeth Banks                    |
| Escritores           | Kay Cannon                                   | Kay Cannon                                   | Kay Cannon y Mike White                                         |
| Compositores         | Christophe Beck y Mark Kilian                | Mark Mothersbaugh                            | Christopher Lennertz                                            |
| Fotógrafos           | Julio Macat                                  | Jim Denault                                  | Matthew Clark                                                   |
| Editores             | Lisa Zeno Churgin                            | Craig Alpert                                 | Craig Alpert and Colin Patton                                   |
| Empresas productoras | Gold Circle Films Brownstone Productions     | Gold Circle Films Brownstone Productions     | Gold Circle Films Brownstone Productions Perfect World Pictures |
| Distribuidor         | Universal Pictures                           | Universal Pictures                           | Universal Pictures                                              |
| Fecha de lanzamiento | 24 de septiembre de 2012 (Cinerama Dome)     | 20 de abril de 2015 (Las Vegas)              | 30 de noviembre de 2017 (Sídney)                                |
| Duración             | 112 minutos                                  | 115 minutos                                  | 93 minutos                                                      |

## Recepción

### Reseñas de las críticas
| Título          | Crítica            | Crítica         | Clasificación |
| Título          | Rotten Tomatoes    | Metacritic      | CinemaScore   |
| --------------- | ------------------ | --------------- | ------------- |
| Pitch Perfect   | 81 % (154 reseñas) | 66 (33 reseñas) | A             |
| Pitch Perfect 2 | 65 % (218 reseñas) | 63 (39 reseñas) | A−            |
| Pitch Perfect 3 | 28 % (151 reseñas) | 40 (33 reseñas) | A−            |

### Rendimiento de taquilla
| Título          | Fecha                                    | Taquilla                                      | Taquilla     | Taquilla          | Taquilla      | Clasificación de taquilla | Clasificación de taquilla | Presupuesto  |
| Título          | Fecha                                    | Estados Unidos, fin de semana del presupuesto | Norteamérica | Otros territorios | Todo el mundo | Norteamérica              | Todo el mundo             | Presupuesto  |
| --------------- | ---------------------------------------- | --------------------------------------------- | ------------ | ----------------- | ------------- | ------------------------- | ------------------------- | ------------ |
| Pitch Perfect   | 24 de septiembre de 2012 (Cinerama Dome) | $14,846,830                                   | $65,001,093  | $50,349,333       | $115,350,426  | #1,197                    | –                         | $17 millones |
| Pitch Perfect 2 | 20 de abril de 2015 (Las Vegas)          | $69,216,890                                   | $184,296,230 | $103,209,964      | $287,506,194  | #197                      | #454                      | $29 millones |
| Pitch Perfect 3 | 30 de noviembre de 2017 (Sídney)         | $19,928,525                                   | $104,778,485 | $79,000,000       | $183,778,485  | #624                      | –                         | $45 millones |
| Total           | Total                                    | –                                             | $343.948.548 | $221.259.297      | $565.205.845  | —                         | —                         | $91 millones |